# Hans Henschke
Hans Henschke, född 22 maj 1908 i Angermünde, död 12 juni 1987 i Hannover, var en tysk SS-Obersturmbannführer och Oberregierungsrat.

## Biografi
I början av Operation Barbarossa ingick Henschke i Sonderkommando 1b inom Einsatzgruppe A, som opererade i Baltikum med uppgift att eliminera judar, romer, partisaner och politiska kommissarier, så kallade politruker.
Han var 1941–1943 Gestapo-chef i Kiel och ansvarig för deportationen av judar. I slutet av 1943 blev Henschke ställföreträdare åt Helmut Knochen, som var befälhavare för Sicherheitspolizei (Sipo) och Sicherheitsdienst (SD) i det av Tyskland ockuperade Frankrike. I september 1944 efterträdde Henschke Gustav Nosske på posten som chef för Gestapo i Düsseldorf.

## Befordringshistorik
- SS-Obersturmführer: 20 april 1938
- SS-Hauptsturmführer: 30 januari 1939
- SS-Sturmbannführer: 1 augusti 1941
- SS-Obersturmbannführer: 21 juni 1943